# Зорич, Миленко
Миле́нко Зо́рич (серб. Миленко Зорић / Milenko Zorić; 2 апреля 1989, Сански-Мост) — сербский гребец-байдарочник, выступает за сборную Сербии начиная с 2012 года. Серебряный призёр летних Олимпийских игр в Рио-де-Жанейро, чемпион мира и Европы, многократный призёр чемпионатов мира и Европы, многократный победитель и призёр регат национального значения.

## Биография
Миленко Зорич родился 2 апреля 1989 года в городе Сански-Мост, Югославия (ныне Федерация Боснии и Герцеговины).
Первого серьёзного успеха на взрослом международном уровне добился в сезоне 2012 года, когда попал в основной состав сербской национальной сборной и побывал на чемпионате Европы в хорватском Загребе, откуда привёз награду бронзового достоинства, выигранную в зачёте четырёхместных байдарок на дистанции 1000 метров.
Благодаря череде удачных выступлений удостоился права защищать честь страны на летних Олимпийских играх в Лондоне. Стартовал здесь в километровой дисциплине байдарок-четвёрок совместно с такими гребцами как Эрвин Холперт, Александар Алексич и Деян Терзич — с пятого места квалифицировался на предварительном этапе и затем на стадии полуфиналов финишировал седьмым, расположившись в итоговом протоколе соревнований на девятой строке.
После лондонской Олимпиады Зорич остался в основном составе гребной команды Сербии и продолжил принимать участие в крупнейших международных регатах. Так, в 2015 году он выступил на чемпионате мира в Милане и вместе с напарником Марко Томичевичем выиграл бронзовую медаль в двойках на тысяче метрах. Кроме того, в этом сезоне представлял страну на первых Европейских играх в Баку, однако попасть здесь в число призёров не сумел. Год спустя отметился бронзовой наградой, полученной в двойках на тысяче метрах на европейском первенстве в Москве.
Будучи одним из лидеров сербской национальной сборной, Миленко Зорич благополучно прошёл отбор на Олимпийские игры 2016 года в Рио-де-Жанейро. В зачёте байдарок-двоек на дистанции 1000 метров в паре с Томичевичем сумел пробиться в финал и занял в решающем заезде второе место, завоевав тем самым серебряную олимпийскую медаль — на финише его опередил только немецкий экипаж Макса Рендшмидта и Маркуса Гроса. Также стартовал на Играх в четвёрках на тысяче метрах совместно с Томичевичем, Торубаровым и Деяном Паичем — тоже дошёл до финала, но в итоге занял в финальном заезде последнее восьмое место.